# 衣蛸
衣蛸是流傳於京都府與謝郡的日本妖怪。顧名思義，衣蛸是一種章魚型海怪。平時身型小巧，在感應到漁船接近時會將自己的身體擴展至6坪以上，連船帶人吞下肚。有時還會躲藏在隨波逐流的貝殼內偷襲漁師，為當地漁夫所恐懼。
一般認為衣蛸的形象，源自當地外海一種同名小型章魚。該種章魚因觸手間發達似衣袖的薄膜得名；
衣蛸藏於貝殼的習性則可能源自扁船蛸，該種章魚的雌姓在產卵期會製造卵盒背在身上，並在卵盒內孵育幼體。